# Anatol Vieru
Pour les articles homonymes, voir Vieru.
 (avril 2025).
Si vous disposez d'ouvrages ou d'articles de référence ou si vous connaissez des sites web de qualité traitant du thème abordé ici, merci de compléter l'article en donnant les références utiles à sa vérifiabilité et en les liant à la section « Notes et références ».
Anatol Vieru (né Adolf Grünberg à Iași le 8 juin 1926 et mort à Bucarest le 8 octobre 1998) est un compositeur, théoricien de la musique et pédagogue roumain. 
Ses œuvres ont été jouées partout dans le monde dans le cadre de festivals internationaux majeurs de musique contemporaine.

## Biographie
Élève de Leon Klepper, Paul Constantinescu et Theodor Rogalski au conservatoire de Bucarest (1946-1951), puis d'Aram Khachaturian au conservatoire de Moscou (1951-1955), Anatol Vieru avait reçu dès 1946 le prix « Georges Enesco » pour sa Suite en style ancien pour orchestre à cordes, composée en 1945 avant l'âge de 20 ans.
En 1962, son Concerto pour violoncelle reçoit le prix de composition de la « Reine Marie José » à Genève et, quatre ans plus tard, Anatol Vieru se voit attribuer le prix de composition « Serge Koussevitsky » à Washington.
Presque toutes les œuvres d'Anatol Vieru sont basées sur une méthode de composition unique centrée sur le « principe du crible », qui donne son nom à l'une de ses compositions les plus importantes, Le Crible d'Erastothène. Il a écrit environ 130 œuvres dans tous les genres : opéra (Iona, La fête des parasites, Télégrammes), orchestrales (7 symphonies, 8 concertos), de chambre (8 quatuors à cordes, 2 sonates), de nombreuses pièces pour différents groupes instrumentaux (Steps of silence, Nautilos, La Naissance d'une langue, Quatre angles pour regarder Florence), des œuvres chorales, de la musique de film et de la musique électronique.